# Subdivisões do Djibuti
O Djibuti está dividido em cinco regiões e uma cidade, e subdividido em 11 distritos.

## Regiões
A maior região é a região de Tadjourah e a segunda maior a de região de Dikhil. Todavia a mais importante é a cidade de Djibuti, que representa a capital política e financeira do estado africano.

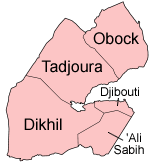
Regiões do Djibuti

- Região de Ali Sabieh
- Região de Arta
- Região de Dikhil
- Cidade do Djibuti
- Região de Obock
- Região de Tadjourah

## Distritos
Os distritos que formam o país são onze e o maior é Yoboki, na região de Dikhil, o mais pequeno é o distrito de Djibuti, na região homónima.

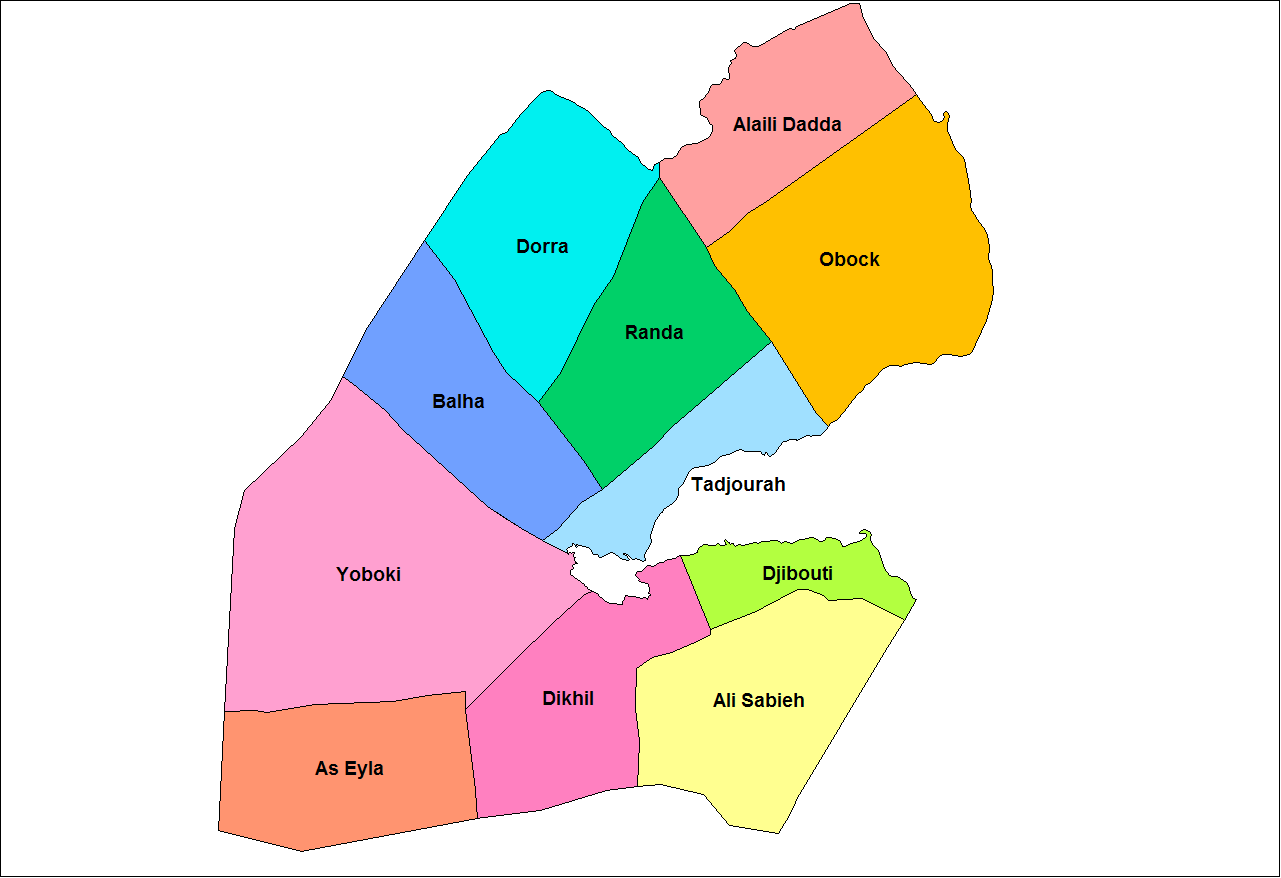
Distritos do Djibuti

- Alaili Dadda
- Ali Sabieh
- As Eyla
- Balha
- Dikhil
- Djibuti
- Dorra
- Obock
- Randa
- Tadjourah
- Yoboki